# Ali Wiklund
Olof Ali Wiklund, född 26 oktober 1881 i Hudiksvall, död 1954, var en svensk elektroingenjör och företagsledare. Han var bror till Helge Wiklund.
Wiklund, som var son till fotograf J.O. Wiklund och Alida Naesberg, avlade mogenhetsexamen vid Högre realläroverket å Norrmalm i Stockholm 1900, utexaminerades från Kungliga Tekniska högskolan 1903 och genomgick Telegrafverkets kurs 1904. Han var extra ordinarie assistent och linjeingenjör vid Telegrafverket i bland annat Norrköping 1903–1907, vid Elektriska AB Siemens i Stockholm från 1908, blev överingenjör 1921, direktör där 1928 och var styrelseledamot från 1933.